# Lucius Calpurnius Piso Caesonius (Kr. e. 112)
Lucius Calpurnius Piso Caesonius (? – Gallia, Kr. e. 107) római politikus, a plebeius Calpurniusok nemzetségének tagja, a Lucius Calpurnius Piso Caesonius consul gyermeke volt.
A kimber háború idején, Kr. e. 112-ben consul volt, Kr. e. 107-ben pedig Lucius Cassius Longinus consul seregében szolgált legatusi rangban. Seregét az allobrogok területére küldték, a Rhône és Genfi-tó közé, hogy megállítsák a kimberek nyugati irányú előretörését, ám itt egy összecsapásban a kimberekben szövetségben álló tigurinusok szétverték a rómaiakat. A csatában Longinus és legatusa is életét vesztette.
Lucius nevű fia nem viselt közhivatalt, szintén Luciusnak nevezett unokája viszont Kr. e. 58-ban consulságot szerzett, és Caius Iulius Caesar apósaként vonult be a történelembe.